# Ten Years and Running
Ten Years and Running è una compilation del gruppo pop punk statunitense MxPx. L'album è uscito nel 2002, per celebrare i dieci anni di attività della band.

## Elenco delle tracce
- 1. "Punk Rawk Show" (inedita)
- 2. "My Mistake" (inedita)
- 3. "Running Away" (inedita)
- 4. "Chick Magnet"
- 5. "Want Ad"
- 6. "Tomorrow's Another Day"
- 7. "Doing Time"
- 8. "The Broken Bones"
- 9. "My Life Story"
- 10. "Teenage Politics"
- 11. "PxPx"
- 12. "Do Your Feet Hurt?"
- 13. "Let it Happen"
- 14. "Lonesome Town"
- 15. "Dolores"
- 16. "Rock & Roll Girl"
- 17. "Move to Bremerton"
- 18. "Middlename (live)"

## Formazione
- Mike Herrera (voce e basso)
- Tom Wisniewski (chitarra)
- Yuri Ruley (batteria)